# 구성주의 (심리학)
구성주의(Structuralism)는 빌헬름 분트에 의해 다루지기 시작한 사회과학적 접근방법을 그의 제자 에드워드 티치너가 본격적으로 시도한 심리학 이론이다.

## 구성주의와 내성법
분트는 과학적인 심리학이 되기 위해서는 인간의 의식(세상과 정신에 대한 인간의 주관적인 경험)을 분석해야 된다고 믿었다. 화학자들이 어떤 물질의 구조를 이해하기 위해 물질을 몇 가지 기본 요소로 쪼개는 것을 보고 분트는 심리학에서도 인간의 의식에 대해서 구성주의(Structuralism)라는 접근 방법을 택했다. 여기서 구성주의란 인간의 의식을 기본적인 감각과 느낌이라는 구성요소로 쪼개어서 분석하는 방법이다.
또한 어떠한 시점과 상황에서도 인간은 다양한 의식 상태가 공존하는데, 분트는 그것들을 체계적으로 분석하기 위해 내성법(Introspection)을 사용했다. 이처럼 주관적인 측정과 실험 제어를 통해 정신과 의식의 영역을 보다 구성적인 측면으로 분석한 분트는 심리학과 철학을 구별시키는데 일조했다. 내성법은 자신의 심리 상태나 그 변화를 내면적으로 깊이 생각하거나, 다른 사람들의 자기 관찰에 의한 보고를 근거로 하여 연구하는 방법이다.

## 같이 보기
- 실험 심리학
- 기능주의
- 행동주의

## 참고 자료
- 심리학을 만든 사람들 탄생부터 발전까지 인물로 다시 쓴 심리학사-김태형 지음 | 한울아카데미 | 2016년 8월 17일 출간)http://www.kyobobook.co.kr/product/detailViewKor.laf?&mallGb=KOR&ejkGb=KOR&barcode=9788946059108&orderClick=LBB&Kc=SETRETAgendasearch